# Takuya Seguchi
Takuya Seguchi (født 30. november 1988) er en japansk fodboldspiller, som spiller for den japanske fodboldklub Kamatamare Sanuki.